# Orientalism

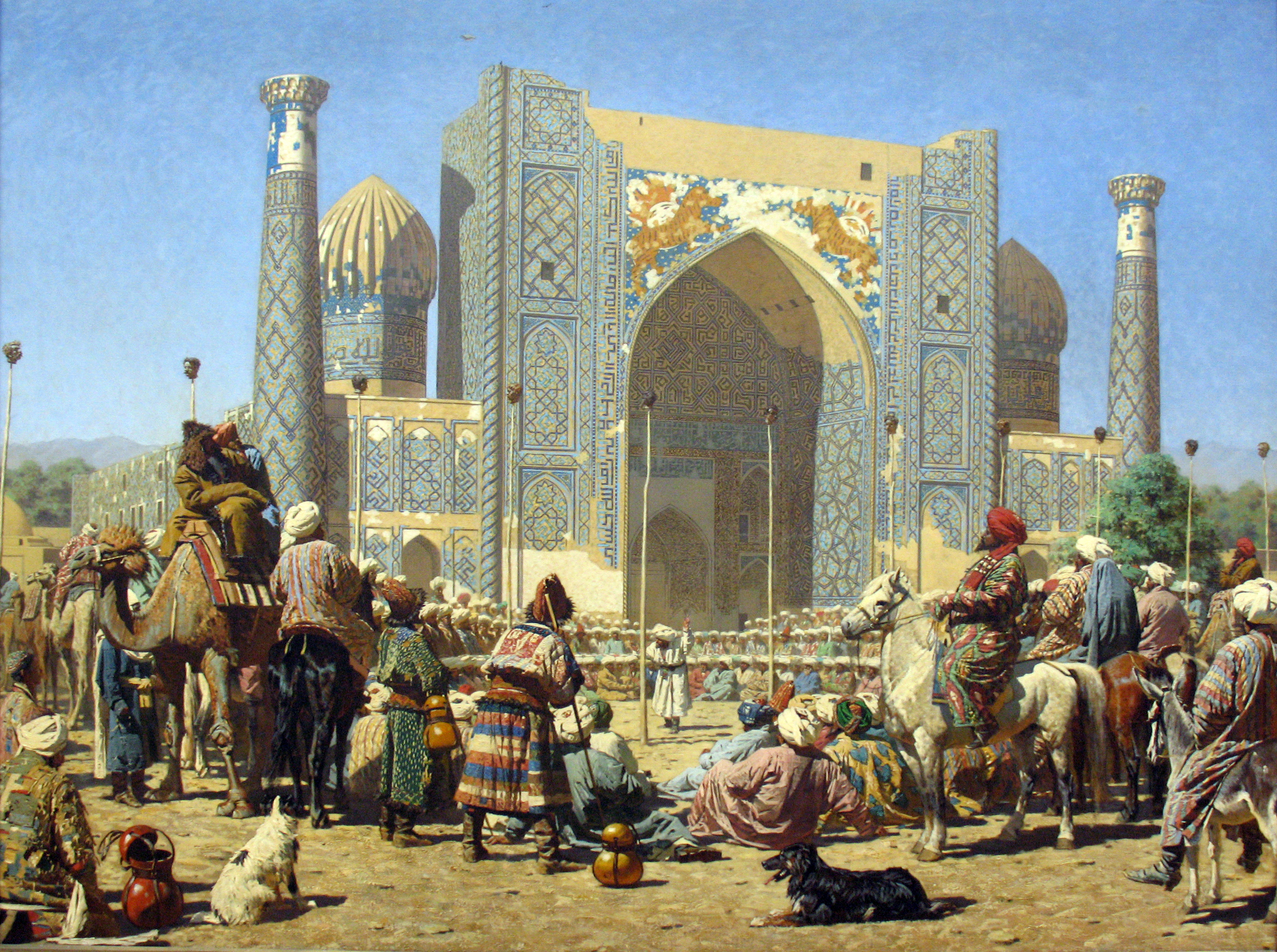
Pictură pe temă orientală de Vassili Vereșciaghin

Orientalismul a fost definit inițial ca studiu al Orientului, mai precis, ca analiza relației intelectuale care se poate stabili între instituțiile, școlile de gândire sau personalitățile din Orient și din Occident.
Fiind considerat o atracție spre exotismul oriental, orientalismul a devenit în secolul al XIX-lea un curent literar și artistic occidental. În prezent, termenul „orientalism” se folosește și pentru a desemna studii orientale (studierea limbilor, culturilor și civilizațiilor orientale, vechi sau actuale).
Conform celor scrise de profesorul american Edward W. Said în cartea lui „Orientalism”, publicată în 1978 și tradusă și în limba română în 2001, „Orientalismul” constituie un corpus de teorii și practici prin care realități diverse și complexe sunt simplificate, unificate, stereotipizate, descalificate sub numele de "Orient", ca pandant cultural al colonialismului, ca alibi intelectual al dominației Vestului asupra restului lumii. După aprecierea autorului, orientalismul este un discurs ce susține instituțiile, vocabularul, învățătura, imagistica, doctrinele, chiar și birocrația colonială și stilurile coloniale, fiind o distribuire a conștiinței geopolitice în texte erudite, estetice, economice, sociologice, istorice și filologice.

## Etimologie
Orientalismul se referă la Orient, ca fiind opus Occidentului, adică la atitudinea Estului față de Vest. Cuvântul ,,Orient" a intrat în limba română prin latină, unde oriēns înseamnă Est, partea de Est a lumii, partea dinspre Răsărit. 
Potrivit dicționarului oficial al academiei franceze (Académie française) în edițiile din 1694 și din1798, termenul ,,Orient" în franceză a fost utilizat cu referire la Asia Mare, fiind distinctă de Levant (Asia Mică), cu divizia acestora amplasată la râul Iordan. Totuși, în secolul al XVII-lea, termenul ,,Orient" era folosit cu precădere pentru Levant, iar ,,oriental" era un adjectiv folosit pentru evrei, arabi, persani și pentru turcii otomani. 
Conform lui Edward Said, termenul de orientalism reprezintă ,,un stil de gândire bazat pe distincția ontologică și epistemologică între Orient și (de cele mai multe ori) Occident". 
O persoană care se ocupă de studiul limbilor orientale sau care practică orientalismul se numește orientalist.

## Studii Critice

### ,,Orientalism''de Edward Said
În cartea sa intitulată ,,Orientalism”, criticul Edward Said redefinește termenul de orientalism dându-i alte conotații ce oferă noi perspective asupra impactului colonial și imperial al Vestului asupra Estului. Pentru Said, Orientul este ca un obiect creat și recreat de nenumărate ori de puterea care acționează printr-o formă expeditivă de cunoaștere, și anume Occidentul.
Teribilele conflicte reductive care adună oamenii sub nume fals unificatoare precum ,,America”, ,,Occidentul” sau ,,Islamul”, inventează identități colective pentru un număr mare de indivizi care sunt de fapt atât de diverși, dar care sunt reduși la anumite esențe sau mărci ușor identificabile pentru a putea fi mai ușor amplasați într-o categorie de discurs sau alta. Orientul apare ca invenție europeană și, odată cu Antichitatea, devine un loc al idilei, al ființelor exotice, al amintirilor și pasajelor obsedante, al experiențelor remarcabile, dar, în fond, Orientul a ajutat la definirea Europei sau a Vestului ca fiind contrastul propriei imagini, idei, personalități și experiențe.
Argumentul său este că istoria este făcută de oameni și că zonele geografice precum Orientul și Occidentul sunt, de asemenea, creații umane menite să servească unui scop anume; în cazul acesta, de a reconfigura noi perspective asupra Orientului pentru a politiza și comercializa o fantasmă exotică și îndepărtată, întrucât Said nu pledează pentru un Orient ,,real”: ,,Datorită orientalismului, Orientul nu a fost (și nu este) un subiect liber de gândire și de acțiune […] cultura europeană a câștigat în tărie și identitate poziționându-se în raport cu Orientul ca un fel de surogat și chiar ca un ego subteran”.
Said înțelege prin orientalism mai multe lucruri, toate fiind interdependente:
- Oricine predă, scrie sau cercetează Orientul este prin definiție un orientalist;

- Orientalismul reprezintă un stil de gândire bazat pe distincția ontologică și epistemologică între Orient și Occident;

- A treia semnificație este definită din punct de vedere istoric și material: orientalismul poate fi discutat și analizat ca instituția ce se ocupă de Orient; pe scurt, orientalismul este un stil occidental de dominație, de restructurare, de autoritate asupra Orientului.

Orientalismul derivă dintr-o apropiere specială între Marea Britanie, Franța și Orient, care, până la începutul secolului al XIX-lea, a însemnat de fapt numai India și teritoriile biblice. Fenomenul de orientalism, după cum este studiat de Said, se ocupă în principiu nu de corespondența dintre orientalism și Orient, ci ,,de consistența internă a orientalismului și de ideile sale despre Orient (Estul ca o carieră), în ciuda sau dincolo de orice corespondențe, sau absență a lor” cu un Orient ,,real”. El studiază orientalismul ca pe un schimb dinamic între autorii individuali și concepțiile politice ample formulate de cele trei mari imperii—cel britanic, cel francez și cel american, iar structura orientalismului nu reprezintă altceva decât un sistem de minciuni și de mituri care s-ar risipi pur și simplu în aer dacă s-ar încerca o simplă și superficială deconstruire a lor. 
Într-un alt eseu al său intitulat Orientalism Reconsidered, Said propune termenul de geografie imaginativă în raport cu constructele geopolitice care emerg din fenomenul de orientalism. El afirmă că orientalismul a fost o mișcare științifică a cărei analogii în lumea politicilor empirice a fost achiziționarea și acumularea Orientului de către Europa, deci Orientul nu a fost interlocutorul Europei, ci o alteritate tăcută a sa.  
În orice caz, ceea ce a fost lăsat la o parte din orientalism a fost exact acea istorie ce rezistă uzurpării ideologice și politice, iar acea istorie a rezistenței sau a reprimării s-a reîntors sub forma unor critici și atacuri asupra orientalismului, o parte pe care el o vede în concordanță cu știința imperialismului.

## Literatura Orientalistă
În secolul al XVIII-lea în Marea Britanie apare o schimbare pe scena socială și politică: călătoriile de plăcere devin tot mai dese și tot mai normalizate, lucru ce a dus la nevoia redefinirii propriei identități naționale, întrucât britanicii erau tot mai des puși în fața unor alterități diferite. Cu cât au început să exploreze mai mult lumea și alte societăți construite diferit față de a lor, cu atât s-a instalat și anxietatea, deoarece valorile propuse de ceilalți nu se regăseau și în interiorul spațiului lor. Deci, această ieșire tot mai deasă din zona de confort a dus în final la nevoia reanalizării propriei lor națiuni și a propriilor principii, precum și definirea locului lor la scară globală. În 1717, Lady Mary Wortley Montagu (1989-1762), își acompaniază soțul într-o călătorie în Imperiul Otoman, unde va descrie cele văzute în celebrele ei Turkish Letters, care au fost publicate în Marea Britanie, odată ce se întoarce acasă. Lecturând impresiile ei, se pot observa în primul rând discrepanțele accentuate care existau între societatea britanică și această ,,lume nouă” descoperită de ea. Este prima femeie care a scris despre harem și despre acoperământul femeilor musulmane, ea văzând toate acestea drept o formă de emancipare a femeii, și nu ca o restrângere după cum era percepută de ceilalți din Occident. Ea a văzut haremul ca pe a women’s coffee-house (,,o cafenea a femeilor"), întrucât la acea dată în Europa cafenelele erau un loc de întâlnire exclusiv pentru bărbați. Acest discurs este primul text orientalist feminist care percepe libertatea Vestului drept o iluzie.
Totuși, nu se poate spune același lucru despre alte texte orientaliste, care percep Orientul ca un loc barbar și necivilizat, și impun cizelarea acestor societăți pentru a le oglindi pe cele occidentale. Un astfel de discurs îl întâlnim la Gustave Flaubert (1821-1880), a cărui întâlnire cu o curtezană egipteană, Kuchuk Hanem, a produs un nou model de femeie orientală, o femeie tăcută, care niciodată nu vorbește pentru ea, ci are acea autoritate masculină occidentală care vorbește în numele ei, care îi reprezintă emoțiile, trăirile, prezența și istoria. El este arhetipul străinului bogat, ce prezintă dovezi istorice în numele lui Kuchuk Hanem, ceea ce i-a permis nu doar să o posede din punct de vedere fizic, ci și să prezinte cititorilor săi modurile în care ea se încadra în tipologia femeii orientale. Argumentul lui Said este că relația de putere a lui Flaubert în raport cu Kuchuk Hanem nu a fost o instanță singulară, ci este tipică unei lungi înșiruiri de discursuri care prezintă relația de putere între Est și Vest și care permit ca discursul despre Orient să se dezvolte.
În contrast cu scrierile lui Nerval, care prezintă Orientul drept un spațiu golit, chiar deșertic, Flaubert îl vede drept un spațiu corporal, material; notițele sale din călătoriile făcute în acele zone se axează pe marcarea unor instanțe bizare, raportând evenimente, persoane și cadre a căror incongruități nu încearcă să le reducă, ci le păstrează ca atare. Scrierile lui Flaubert sunt atât de vaste și de complexe încât orice redare a Orientului rămâne o simplă schiță incompletă, însă se poate remarca totuși o înrădăcinare în căutarea unei viziuni alternative. Flaubert consideră că el aduce Orientul la viață și că este datoria lui să prezinte cititorilor săi experiența sa și contactul său cu acea lume complet diferită. 
O altă instanță o reprezintă Maometto ce apare în ,,Infernul” lui Dante Alighieri (1265-1321) în cântul 28. El se află în al optulea cerc al iadului, deci înainte ca Dante să ajungă la el a trecut prin cercurile ce conțineau păcătoșii cu păcate mai puțin grave: desfrânații, avarii, lacomii, ereticii, răzbunătorii, sinucigașii, blasfematorii. După Mohamed se mai află doar mincinoșii și trădătorii (care îi includ pe Iuda, Brutus și Casius), după care se ajunge în fundul iadului unde se află diavolul însuși. Deci, Mahomed aparține unui cerc rigid de păcătoși, în categoria pe care Dante o numește seminator di scandalo e di scisma (,,semănător de scandal și de schismă"). Pedeapsa lui Mahomed este una respingătoare: el este despicat în două, acțiune ce este repetată la nesfârșit, iar în acest moment versurile lui Dante oferă cititorilor săi niște detalii escatologie exacte, descriind o tortură dureroasă pentru cel prin care a fost revelată noua religie, Islamul.
O altă instanță demnă de menționat o reprezintă portretul de neuitat al domnului Casaubon din Middlemarch, scrisă de George Eliot (1819-1880). Un motiv pentru care acest personaj nu își poate încheia cartea intitulată Key to all Mythologies (,,Cheia tuturor mitologiilor") este, potrivit nepotului său Will Ladislaw, faptul că nu a intrat în contact cu scolastica germană. Nu doar că domnul Casaubon a ales un subiect ,,la fel de schimbător precum chimia”, ci el preia o muncă similară cu respingerea lui Paracelsus, pentru că el ,,nu este un orientalist”. Eliot nu a greșit când a presupus că până în 1830 (timpul în care acțiunea din Middlemarch are loc), scolastica germană își va atinge superioritatea la nivel european. Însă, în niciun moment din primele două treimi ale secolului al XIX-lea nu s-ar fi putut dezvolta un parteneriat între scolastica germană și Orient, manifestată ca un interes național în tot ceea ce ține de acel spațiu oriental. 
Un alt orientalist este politicianul britanic Benjamin Disraeli, care a vizitat Orientul pentru prima dată în 1831. Romanul lui, Tancred, este puternic îmbibat cu platitudini rasiale și geografice; totul este o problemă ce ține de rasă, după cum afirmă personajul său, Sidonia, într-atât încât singura salvare este Orientul și tot ce ține de această zonă. Acolo, druzii, creștinii, musulmanii și evreii fraternizează, deoarece cu toții sunt fundamentali orientali. Un oriental trăiește în Orient, trăiește cu ușurință viața unui oriental, într-o stare de despotism și senzualitate orientală, îmbibată cu un sentiment de fatalism oriental.

## Orientalism în

### Franța
În cazul orientalismului francez, un anumit moment definitoriu marchează nașterea sa și îi face posibilă perpetuarea de-a lungul a zeci de ani, sub diferite forme, fie comercializate, fie ideologice sau doctrinare, iar acel moment este identificabil cu începutul prezenței Franței imperiale în Asia. În secret, pe 12 aprilie 1978 a fost creată ,,Armata Orientului”, care l-a avut pe Napoleon Bonaparte drept comandant. Misiunea acestei forțe militare era de a invada Egiptul, care în acel moment era dominat de britanici, și să stabilească un imperiu francez în zona mediteraneeană. Însă, un alt scop al acestei invazii a fost de a supune Egiptul unei cercetări științifice. Edward Said își începe studiul, ,,Orientalism”, chiar cu această invazie afirmând că motivația principală din spate era că francezii voiau să studieze Egiptul în toată complexitatea sa pentru că acest lucru ar ajuta la avansarea cunoașterii franceze în lume. Pentru Said, părintele orientalismului este Silvestre de Sacy (1758-1838), care primește o atenție deosebită în studiul său. Însă, orientalismul francez s-a format cu mult înaintea acestei invazii, începând chiar sub conducerea lui Francisc I, în 1526, când apar primele relații diplomatice între francezi și Imperiul Otoman.

#### Primii Orientaliști francezi

##### Guillaume Postel
Ina McCabe îl consideră pe Guillaume Postel (1510-1581) drept primul orientalist francez în adevăratul sens al cuvântului. Acesta a fost un vizionar și un mistic parizian, născut într-un sat din Normandia, care a devenit un umanist renumit. Viziunea sa pacifistă și universalistă consta în crearea unui oraș al lui Dumnezeu pe pământ. El și-a imaginat o lume dominată de pace, în care musulmanii și creștinii aveau să trăiască împreună în armonie sub o conducere unică. În scrierile lui Postel nu există un Vest, un Est sau vreo discriminare între creștini și musulmani; viziunea sa era clar dominată de universalism, însă acesta stabilește de la început o ierarhie limpede a puterilor: Franța este cea care guvernează orașul fanteziei sale. Ceva ce Postel și Cristofor Columb aveau în comun după descoperirea Noii Lumi era ideea milenară a regatului lui Dumnezeu pe pământ privită ca un lucru cert și iminent. Cariera de orientalist a lui Postel era strict legată de dorința de a căuta originile Franței. Conceptul său de națiune era de natură biblică și își avea rădăcinile în lecturarea Vechiului Testament în ebraică, însă, încercarea lui Postel de a găsi originea tuturor lucrurilor, în special a limbii, era în speță un discurs despre națiunea franceză, iar teoria sa principală era că francezii erau descendenți direcți ai evreilor.
Este important de notat că între 1480 și 1520 au avut loc diverse mutații majore în sânul comunității franceze: apariția tipografiilor, nașterea și propagarea capitalismului, noile descoperiri maritime ca rezultat al diverselor explorări, transformarea și remodelarea aspirațiilor religioase la nivelul aristocratic, precum și apariția unei conștiințe istorice laice. Franța secolului al XVI-lea era marcată de o încăierare a puterii diplomatice între monarhia Franței și papalitate, iar monarhia lupta pentru proeminența politică. Zenitul a fost atins în 1614, în timpul conducerii lui Ludovic al XIII-lea, când regele nu a mai fost considerat un discipol al lui Dumnezeu pe pământ, ci a fost ridicat la rangul de sacralitate, o autoritate divină pe pământ. Astfel, ierarhia puterii se schimbă, până se ajunge adoptarea unei monarhii absolutiste sub conducerea lui Ludovic al XIV-lea.
În mijlocul acestei zbateri între cunoașterea controlată de biserică și umanismul sponsorizat de curtea regală, orientalismul a jucat un rol fundamental, dar neobservat, în a înclina balanța în favoarea curții franceze și a cunoașterii laice. La început, orientalismul aparținea ramurii filologice, adică se concentra exclusiv pe studiul limbilor orientale, și era protejat și sponsorizat de curtea regală franceză. Datorită orientalismului, latina nu a mai fost singura limbă predată la Sorbona, în Paris, iar limbile orientale ajung să fie considerate de rang înalt fiind predate alături de greacă și ebraică (și mai târziu, de arabă). Aceste posibilități de studiu erau oferite prin decrete regale, dar, cel mai important aspect era că acea eră care le-a pus la dispoziție francezilor studiul limbilor orientale a deschis în același timp și ușa folosirii limbii franceze. Aceasta era o cauză pe care monarhismul căuta să o extindă prin impunerea limbii franceze ca limbă națională, lucru ce s-a suprapus exact cu momentul în care limbile orientale au devenit accesibile învățării în Paris. Ambele au fost inițiative regale.
După prima călătorie a lui Postel în Imperiul Otoman în 1536 și după achiziția ulterioară a limbii arabe, Francisc l-a numit directorul departamentului de limbi orientale în 1539. Primul contact diplomatic după cruciade a fost un tratat codificat între Francisc I și Soliman I; astfel, otomanii au devenit aliații regelui francez. Comerțul francez în Levant marchează nașterea unui orientalism sprijinit de curtea regală din Franța, iar primul orientalist francez sponsorizat de aceasta era Guillaume Postel. Postel își îndreptă atenția spre a găsi alfabetul originar, limba primă a omului. În secolul al XVIII-lea, ideile despre civilizație și istorie erau încă saturate cu viziunile creștine ale progresului. Orientaliștii nu mai căutau în mod direct paradisul, ci originea civilizației. Ideea ,,sălbaticului” (le bon sauvage) emerge, iar Rousseau nu era singurul care privea nativii americani drept trecutul primitiv al omului înainte de societate. Din moment ce Rousseau privea civilizația și societatea drept factorul coruptiv al istoriei umane, pentru Rousseau sălbaticii analfabeți erau inocenți. Această gândire evoluționară a căutării originii și începuturilor era o marcă a orientalismului, care ea în sine provine din studiile biblice. Lumea Nouă era paradisul, iar sălbaticul era Adam înainte de a cădea în păcat. Orientul acum includea America, nu doar ca un loc al paradisului biblic, ci și ca locul originii istoriei evolutive a omului.

##### Silvestre de Sacy
Silvestre de Sacy este văzut ca fiind părintele orientalismului european modern, care s-a ocupat de islam, de literatura arabă, de religia druză și de Persia sasanidă, iar mulți alți orientaliști renumiți s-au format sub îndrumarea sa de profesor, printre care Champollion și Franz Bopp, cel din urmă fiind cel care a fondat lingvistica comparată germană. Silvestre de Sacy, alături de Ernest Renan și Edward William Lane, a reașezat orientalismul pe baza unor presupoziții științifice și raționale, reușind acest lucru prin crearea unui nou vocabular și a unor idei ce stăteau la îndemâna oricui dorea să devină un orientalist. Acest lucru a dus la cristalizarea unei imagini a Orientului, care cu ajutorul generațiilor următoare de orientaliști avea să fie reciclată și restructurată, păstrându-și totuși esența de bază: aceea că intelectualitatea europeană reprezintă autoritatea centrală ce poate vorbi în numele Orientului. 
Viața lui Silvestre de Sacy se centrează în jurul a două teme recurente: efortul eroic și sentimentul utilității pedagogice și raționale. În 1779 a fost numit primul profesor de arabă la langues orientales vivantes, recent înființată, al cărei director va deveni în 1824. A tradus celebrul Manifesto al lui Napoleon în 1806 în care spera că ,,fanatismul musulman” poate fi instigat împotriva ortodoxiei rusești. Pe durata întregii sale cariere, care a fost lungă și cu realizări remarcabile, numele său a fost asociat cu începuturile orientalismului modern- deoarece el a fost primul președinte al Société asiatique- dar și cu restructurarea și reformarea educației în Franța postrevoluționară. Stilul lui Sacy este reprezentat de raționalitate, acesta exprimându-se mereu clar și rezonabil, indiferent de natura ambiguă sau obscură a subiectului. Întrucât Orientul era văzut drept un spațiu vechi și îndepărtat, dar în același timp extrem de bogat (în cultură, spațiu și timp), opțiunea logică a fost de a alege anumite momente semnificative, privilegiate, în defavoarea altora, și de a le utiliza pentru a generaliza și restructura imaginea Orientului în Vest.  
Astfel, interesul lui Sacy se rezumă la antologie, crestomație, la tablou și la prezentarea unor principii generale în care mici părți expuse ale Orientului sunt suficiente pentru a dezvălui adevărata natură a Estului îndepărtat în fața studentului. Puterea lui Sacy ca autoritate occidentală era clar conturată în acea perioadă și acest lucru îi oferea avantajul de a descrie orizontul oriental în termeni semiotici maleabili și de a-l face cunoscut publicului larg. În scrierile sale el afirmă că a descoperit și a adus la lumină o întreagă nouă civilizație, și că a salvat o cantitate imensă de material necunoscut, iar că realizarea sa principală a fost aceea de a crea un nou domeniu și de a instrui multe alte generații de studenți în a-i călca pe urme.

#### Orientalismul în perioada lui Ludovic al XIV-lea
Domnia lui Ludovic al XIV-lea a marcat o eră a unor proiecte extraordinare menite să facă Franța puterea dominantă a Europei. Proiecte extravagante de inginerie, precum construcția canalului ce a unit Marea Mediterană de Oceanul Atlantic, nu au fost doar utile, ci au fost viziuni de-ale lui Ludovic al XIV-lea care în final s-au și materializat. Mătasea și bumbacul importat din Levant erau imitate, întrucât Franța credea că se va îmbogăți dacă nu va cumpăra bunuri de lux din afara țării. Până și plantele exotice erau colectate și aduse în țară, unde erau plantate și naturalizate pentru crearea unei producții interne. 
Traducerea lui Antoine Galland a operei Les mille et une nuits (O mie și una de nopți) al cărui prim volum a apărut în 1704, este una dintre cele mai influente dintre toate produsele studiilor orientale din Franța lui Ludovic al XIV-lea. Sub conducerea lui Ludovic al XIV-lea, speranțele Franței s-au extins în Estul îndepărtat, dincolo de Levant, ajungând în Persia, China, Siam și India. Pentru prima dată o infrastructură regală era cea care sponsoriza ambiții precum: o flotă militară mai puternică, companii comerciale regale, școli desemnate pentru studiul limbilor orientale, dar și academii pentru studiul Franței și a lumii dincolo de ea. Franța a provocat puterea portugheză și spaniolă care monopolizau Asia ca o putere catolică în acel moment. Astfel, curtea franceză și-a deschis porțile pentru ambasadori din Siam, din Imperiul Otoman, din Persia și din Maroc, iar Ludovic al XIV-lea a trimis de asemenea ambasadori și misionari francezi în locurile respective, iar majoritatea acestor relații erau noi și de natura comercială.   

#### Influența cafelei în propagarea orientalismului
Istoria cafelei în Franța este strâns legată de orientalismul francez, întrucât descrieri ale cafelei au apărut după ce călătoriile de natură intelectuală în Imperiul Otoman sau Persia au apărut și au devenit regulate. Orientalistul Antoine Galland a fost cel care a căutat originile cafelei în Franța, iar discursul său se axa în principiu pe rădăcinile orientale ale cafelei precum și pe uzul său în Imperiul Otoman. În timpul în care Galland traducea din arabă câteva idei ce îi aparțineau lui Jaziri, în Paris în 1699 existau deja câteva cafenele. Jaziri era cel care acredita un anume Sheikh Jamal-al-Din al-Dhabhani (d. în 1470 sau în 1471) un muftiu din Aden drept pionierul care a făcut și băut pentru prima cafea (cca. 1454). 
Prima cafenea s-a deschis în Cairo în primul deceniu al secolului al XVI-lea. Deși aceasta era piața centrală a cafelei, sursa cafelei se procura din Yemen, care a devenit mai târziu cel mai mare exportator de cafea. Cafeaua era clar considerată un produs oriental, în ciuda originilor sale africane, și a continuat să fie văzută ca exotică, imaginată drept un obicei otoman în majoritatea picturilor și descrierilor literare, cu câteva excepții care trimiteau spre Persia sau Armenia, chiar și când Franța a reușit să o planteze și să o producă cu succes în Martinica, teritoriul său din colonii, în 1723.
Mobila, textilele, vopselele și chiar cafeaua au trecut prin multe transformări pentru a ajunge produse domestice pe teritoriul francez. Aceste imitații materiale și consumarea lor atestă o admirație deschisă a luxului și exotismului Oriental în rândul elitei franceze și a continuat să fie vândută drept un bun exotic și luxos al Orientului cu mult timp după ce aceasta a început să fie produsă la nivel intern, dovedind faptul că proveniența sa orientală era fundamentală imaginii sale și a succesului său. 

### Marea Britanie

#### Arianismul
Arianismul s-a dezvoltat în Imperiul Britanic în secolul al XIX-lea, și în Europa în secolul al XX-lea, ca o consecință a înființării Companiei Britanice a Indiilor de Est. Conceptul de oameni arieni nu a fost unul european, ci mai degrabă a fost unul adânc încorporat în tradiția Vedelelor, o formă timpurie de sanscrită. Rig-Veda, una dintre cele patru Vede și cel mai vechi text indian care a supraviețuit, compus în anul 1500 î.Hr., menționează invazia în India a unor triburi de păstori care se identificau drept ,,arieni” (care înseamnă literalmente nobil). Astfel, arienii au continuat să funcționeze atât ca o marcă comunitară, cât și ca semnul unei sofisticări culturale. 
Până în anii 1780, europenii continuau să vadă sanscrita ca pe o enigmă; tradițiile centrale orale și textuale ale hinduismului brahmanic erau de neatins, iar orientaliștii britanici se întrebau dacă vor descifra vreodată sanscrita. Însă, din moment ce instaurarea Companiei și creșterea puterii și influenței sale aduce cu sine schimbări la nivel cultural și social, din 1765 apar noi generații de angajați ai Companiei care au învățat sanscrita pentru a descifra tradițiile hinduismului brahmanic.
În Europa secolului al XIX-lea, conceptul de rasă ariană a devenit mai mult decât un aparat euristic: arianismul s-a întrețesut cu intelectualitatea diferitelor tradiții naționaliste europene. 

#### Orientalismul Companiei (Company Orientalism)
Acest termen ar trebui perceput ca o consecință a schimbărilor sociale și culturale ce au apărut în urma nașterii colonialismului britanic în Asia de Sud.
În 1600, regina Elisabeta și-a oferit suportul Companiei Britanice a Indiilor de Est, cu scopul de a combata proeminența comerțului cu condimente al olandezilor și portughezilor. Anglia secolelor al XVI-lea și al XVII-lea este marcată de o acută conștiință geografică. Viața eroului Tamerlan al lui Marlowe, spre exemplu, este definită de o devorare nestăvilită a spațiilor geografice și de o nevoie internă de expansiune asupra realităților geopolitice reprezentate de hărți. Prin definiție, Orientul islamic se întindea cu mult după granițele lumii Imperiului Otoman, cuprinzând o altă sferă a puterii musulmane—India mogulă.
Compania Britanică a Indiilor de Est a apărut din nevoia de a marca noi resurse și de a extinde influența comercială și politică a Marii Britanii și în alte colțuri ale lumii. Explorarea, controlul și comerțul în aceste regiuni au remodelat fundamental percepția britanicilor asupra restului lumii; astfel, s-a creat un sistem global de colectare a informațiilor ce a conturat o imagine mai coerentă a geografiei globale, a istoriei naturale și a varietății umane.
Apariția termenului de ,,Orientalism al companiei" (Company Orientalism), inventat de Tony Ballantyne, a dus la crearea și stabilirea unui corpus de cunoaștere al Companiei Britanice a Indiilor de Est mai detaliat și mai bine organizat în secolul al XVIII-lea.

#### Sir William Jones
Sir William Jones a confirmat relația genetică existentă între greacă, latină și sanscrită și a cartografiat o nouă viziune comparativă a istoriei globale, interpretare care insista pe spațiile comune existente între istoria Europei și a Indiei. Deși orientalismul Companiei a limitat impactul în Anglia până înainte de 1850, acesta a fost influent cu precădere în cazul Iluminismului scoțian și irlandez. Munca lui Jones și a contemporanilor săi a avut influențe potente și în afara Europei, ajungând chiar și în Australia, unde colonizatorii susțineau constant alteritatea culturii și limbii popoarelor aborigene.
Studiul comparativ al lui Jones pe limbile asiatice și europene a fost cel mai important din domeniul indologiei britanice, și probabil din orientalismul european în general în secolul al XVIII-lea. Deși Jones este adesea identificat ca fiind părintele studiilor ligvistice comparate și a studiilor limbilor indo-europene, el nu a prezentat inițial nici un interes pentru limba sanscrită; realitățile sistemului colonial și îngrijorările lui Jones cu privire la limitele cunoașterii coloniale l-au dus la studierea sanscritei. 
Studiile sale au avut un impact mult mai mare decât cel pe care el l-a anticipat inițial, întrucât i-a restructurat viziunea asupra limbajului, istoriei și etnologiei. În luna februarie a anului1786, cu mai puțin de șase luni după ce el a început să învețe sanscrita, acesta ține un discurs Societății Asiatice asupra ,,limbii hinduse”. Această lucrare va fi prima dintr-o lungă serie de eseuri care au explorat dovezile aduse în favoarea istoriei și etnografiei Asiei. Întrucât el și-a propus să stabilească un nou cadru al istoriei asiatice în lucrările sale, Jones a fost foarte preocupat de problematica originii culturale, iar argumentele aduse de el marchează o mutație substanțială în istoria lingvisticii. Munca lui a fost riguros efectuată într-o manieră empirică, despărțind studiul limbii de alte speculații filozofice generale ce vizau natura minții și a limbii.
Jones a fortificat creștinismul prin orientalizarea episodului biblic referitor la Geneză. El a confirmat conturul larg al creației, afirmând că toată umanitatea este descendentă dintr-un cuplu originar, fiind absolut sigur că Iranul a fost leagănul umanității, locul de unde cu toții provenim. Jones a susținut că după Fluviul prezis de Noe au emers trei rase principale: ,,persanii și indienii” (incluzând grecii, romanii, goții, egiptenii împreună cu descendenții lor, și probabil și chinezii și japonezii), ,,evreii și arabii”, și ,,tătarii”—clasificare efectuată din considerente pur lingvistice.
Accentul pus de Jones asupra afinităților lingvistice au creat un cadru comparativ ce a combinat sensitivitatea la complexitatea unei culturi locale (în acest caz indiene) cu o dorință de a explica tiparul istoriei umane la un nivel global.

### Spania
Cucerirea musulmană a Peninsulei Iberice în anul 711 (denumită apoi Al-Andalus) va schimba pentru totdeauna percepția pe care locuitorii spanioli o vor avea asupra lor și asupra celorlalți. Pentru aproape opt secole a existat o prezență musulmană constantă care a remodelat identitatea spaniolă, modul în care acea regiune se prezenta în fața restului lumii, dar și modul în care aceștia erau văzuți din exterior. Chiar și înainte ca musulmanii să preia controlul, în acest spațiu a existat o simbioză între diferite religii, în speță între iudaism și creștinism. Cucerirea musulmană a reprezentat un simplu schimb al puterii elitelor: noii conducători aveau să fie maurii, însă acest lucru nu a însemnat o conversiune automată la Islam din partea locuitorilor. Folosind o abordare diferită, iudeii și creștinii aveau voie să își păstreze și să practice în continuare ritualurile credinței lor din moment ce ambii erau ,,Popoare ale Cărții" (dhimmi). Această situație purta numele de convivencia, și se referea la coexistența celor trei mari religii monoteiste, lucru ce a continuat pe toată perioada ocupației musulmane. Acest episod al Islamului în Europa ar putea fi considerat un experiment sociologic, la care spaniolii s-au referit după încheierea acestuia fie ca să îl glorifice, fie ca să îl disprețuiască, în funcție de conveniență.
Spre exemplu când spaniolii au descoperit ceea ce ei credeau că vor fi noile Indii, aceștia au descris alteritatea americană drept alteritatea pe care ei au văzut-o la ei acasă; Cortés a denumit templele mayane drept mezquitas (moschei) pentru că așa se referea el la toate templele credințelor străine de credința sa. Astfel, maurii continuau să își manifeste prezența în imaginarul spaniol, dar în secolul al XIX-lea a început să aibă loc o mutație, un nou fenomen a început să se dezvolte: vecinii europeni au început să perceapă Spania, o țară săracă și în curs de dezvoltare în momentul respectiv, drept un nou Celălalt, din cauza trecutului său musulman. Drept consecință, o nouă dilemă apare după evenimentele din 1898: ¿que es España (Ce este Spania?), iar unii au găsit răspuns în mitul vizigotic al unei monarhii catolice care să domine peste o țară nedivizată de bariere religioase și lingvistice.
Odată cu studiul lui Edward Said, apare conceptul de orientalism ce critică viziunea reducționistă a europenilor asupra Orientului. Deși este o contribuție notabilă, aceasta este limitată în sensul în care abordează în speță relația dintre Sine (centrele metropolitane europene și produsele lor culturale) și Altul/Celălalt (teritoriile asiatice sau africane și producțiile lor culturale) și nu ia în considerare complexitățile apărute în urma formării statelor europene sau cel puțin să încerce să explice imaginea proprie pe care țările europene și-au proiectat-o asupra coloniilor lor. Said prezintă o imagine a țărilor din Vest care este omogenă din punct de vedere cultural, ceea ce nu este întotdeauna o descriere corectă a tensiunilor ce au existat și încă există în interiorul acestor spații. Într-un sens, el stabilește un fel de ,,orientalism inversat”, unde culturile colonizate sunt descrise în termeni esențialiști și imuabili. 
În contextul spaniol, o asemenea abordare ar privi Spania din exterior ca fiind omogenă, lucru care nu era suprapus cu realitatea. Diferențele din interior nu erau la nivel lingvistic, ci la nivel de rasă și de religie, lucru care este rar prezentat în discursurile politice sau literare. Catalanii, bascii, galicienii și castilienii erau cu toții prezențe relevante pe teritoriul spaniol. În articularea perspectivei adoptate de Said, peninsula spaniolă descrie Spania din exterior precum a fost percepută de non-spanioli. Călătorii străini găseau în Spania secolului al XIX-lea un mic Orient, destul de exotic pentru a fi interesant, dar nu atât de diferit încât să fie considerat complet străin. Spania nu a putut deveni o colonie, dar a putut fi cu siguranță orientalizată prin călătorii și literatură, după cum a și fost. Operele literare ,,Carmen” de Prosper Marimée și ,,Alhambra: Poveștile unui călător” de Washington Irving, de exemplu, au transformat Spania ultra-catolică într-un spațiu exotic, străin și îndepărtat. Acest paradox stă la baza orientalismului spaniol, prezentată ca narațiunea unei țări ce orientalizează și îl colonizează pe Celălalt (în acest caz particular, Africa), dar în același timp este și descrisă ca fiind Orientul însuși. 

În abordarea acestui subiect, Ignacio Tofiño-Quesada urmărește termenul de hispanotropicalism, inițial propus de Gustau Nérin, dar pe care îl extinde pentru a cuprinde nu doar orientalismul, ci și noțiunea de Celălalt și colonizarea Africii de către Spania, dar și percepția Spaniei drept un Orient invaziv în Europa. În acest sens, el susține că fiecare putere colonială a folosit un anumit discurs pentru a motiva invazia unei țări străine cu scopul de a o exploata economic. Diferit de orientalismul german care funcționa ca o scăpare din idealism, după cum a demonstrat Rusell Berman, cazul Spaniei este cu totul diferit: 
Orientalismul spaniol includea orientalizarea Celuilalt și asumpția că Sinele este precum Celălalt. În timpul în care Europa de Vest își redescoperea trecutul musulman, Spania a adăpostit sentimente ultra-catolice bazate pe supresia trecutului său islamic. Acest trecut islamic a fost folosit atunci când era propice circumstanțelor și revocat când era inconvenabil, uneori în același timp.
Când Spania începea să piardă din dominanța sa în Africa, intelectualii coloniști spanioli ai secolului al XIX-lea au folosit retorica unei vocații inerente pe care Spania o are în Africa, ceea ce constituie o parte a orientalismului spaniol. Acest argument a fost unic pentru Spania, celelalte țări europene au folosit argumentul modernizării și a nevoii civilizației de a progresa pentru a-și justifica coloniile. Atfel, orientalismul spaniol funcționa în două moduri: permitea argumentului vocației inerente și, în același timp, capitaliza fantezia europeană exotică și orientalizată a Spaniei.

### Germania

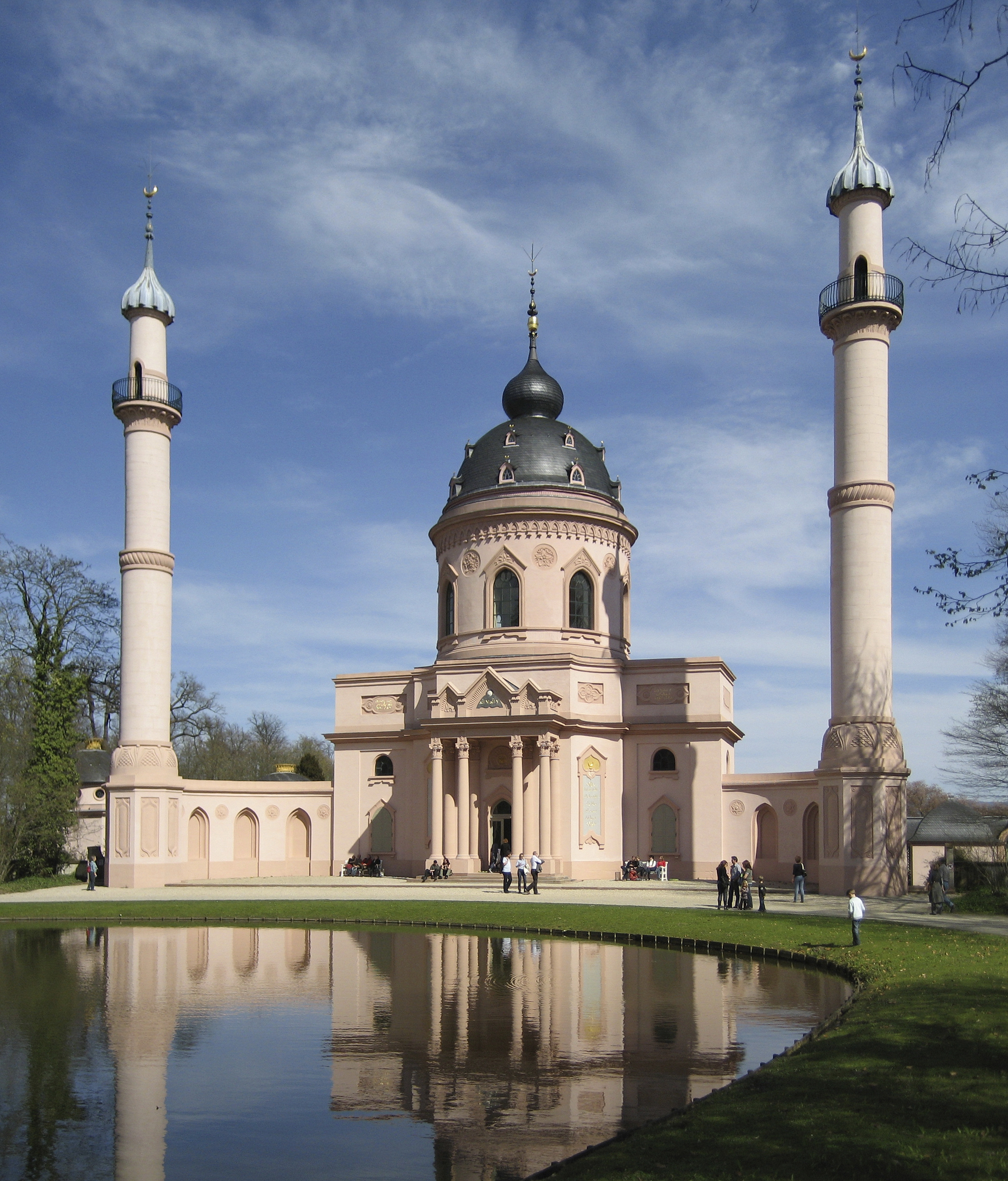
Moschee barocă din grădina Castelului Schwetzingen, Germania

Deși tradiția modernă de cercetare în studiile Orientului Mijlociu au apărut în Germania la mijlocul secolului al XIX-lea, o examinare mai îndeaproape arată că astfel de studii nu au existat la nicio universitate germană, nici în secolul al XIX-lea, nici măcar în prima jumătate a secolului al XX-lea. Cu alte cuvinte, studiile ce priveau Orientul Mijlociu ca disciplină erau inexistente. În termeni instituționali, studiile ce priveau Orientul purtau denumirea generică de morgenlӓndische/orientalische Sprachen (limbi orientale), care potențial vizau întreg ,,Orientul”, adică Asia și Africa. În timp, această regiune s-a extins, terminologia utilizată a prezentat o mutație la sfârșitul secolului al XIX-lea.
Ținând cont de faptul că orientalismul este un fenomen marcat cu precădere de efectele colonialismului, tradiția scolastică germană a urmat un cu totul alt curs față de celelalte mari puteri ale Europei, întrucât ea nu a prezentat vreun interes în a coloniza alte popoare. Așa că, în cazul spațiului german nu poate fi vorba de un orientalism obișnuit, exprimat în mod direct ca o consecință a colonizării, ci mai degrabă de un orientalism indirect, regăsit cu predilecție în artă și literatură. După cum susține și Said în studiul său, tradiția Vestului în studiul limbilor orientale nu a fost niciodată o chestiune de cunoaștere obiectivă, ci mai degrabă un sistem de prejudecăți persistente și politici coloniale. Așadar, urmând acest demers, nu pot exista studii orientale, cel puțin nu în adevăratul sens al cuvântului, și mai ales nu în țări care nu au prezentat nici un fel de aspirații coloniale sau imperialiste în Orient. Dacă astfel de studii ar exista în aceste locuri, atunci ele nu ar fi ,,autentice”, ci ar fi derivate, sau mai bine spus, indirecte. În acest mod prezintă Said orientalismul german, ale căror origini s-ar regăsi în tradiția franceză a secolului al XIX-lea. Afirmația lui Said de a considera orientalismul german ca fiind irelevant în studiul orientalismului nu a fost adresată.

## Occidentalismul
Termenul de occidentalism este folosit adesea cu conotații negative pentru a face referire la lumea din Occident care se regăsește în societățile din Est, fiind fondat pe un sentiment pronunțat de naționalism care s-a răspândit ca un răspuns împotriva colonialismului și imperialismului.
Această noțiune descrie persoanele din Est care se cred superioare celor din Vest, denumirea venind ca un omagiu adus studiului lui Said. În termeni largi, occidentaliști pornesc de la ideea că niciun străin nu poate înțelege cu adevărat o cultură doar privind-o din exterior, dintr-o poziție considerată a fi privilegiată. Așa că, de exemplu Japonia este singura care poate înțelege cultura japoneză cu adevărat, lucru ce se aplică pentru toate țările din Orient. Occidentalismul oglindește reprezentările de apropriere și reprezentare regăsite în diferite domenii de studiu, deși occidentalismul virulent este întâlnit destul de rar în Asia de Est.